# Fußball-Weltmeisterschaft der Frauen 2011/Mexiko
Dieser Artikel behandelt die Mexikanische Fußballnationalmannschaft der Frauen bei der Fußball-Weltmeisterschaft der Frauen 2011 in Deutschland. Mexiko lag vor der WM auf Platz 24 der FIFA-Weltrangliste und nahm zum zweiten Mal an der Weltmeisterschafts-Endrunde teil. 1999, bei der ersten Teilnahme, scheiterte Mexiko in der Vorrunde mit 1:15 Toren als Gruppenletzter. Der mexikanische Trainer Leonardo Cuéllar ist der einzige männliche Trainer, der als Spieler auch bei einer Fußball-Weltmeisterschaft dabei war. 1978 bestritt er als Mittelfeldspieler für Mexiko drei Spiele (u. a. beim 0:6 gegen Deutschland).

## Qualifikation
Mexiko qualifizierte sich durch den Sieg im Halbfinale CONCACAF Women’s Gold Cup 2010 gegen die USA für die Endrunde. Es war der erste Sieg der Mexikanerinnen gegen die USA beim Gold Cup. Im Finale verlor Mexiko gegen das gleichfalls bereits qualifizierte Kanada mit 0:1. Die meisten Tore für Mexiko erzielte Maribel Domínguez (6, davon allein 4 beim 7:2 gegen Guyana).

### Der Weg zur WM
Die Meisterschaft fand im Oktober und November 2010 in Mexiko statt. Mexiko war automatisch qualifiziert. Die Vorrunde wurde im Ligasystem ausgetragen.

#### Vorrunde
| Rang | Land                | Tore | Punkte |
| ---- | ------------------- | ---- | ------ |
| 1    | Kanada              | 12:0 | 9      |
| 2    | Mexiko              | 9:5  | 6      |
| 3    | Trinidad und Tobago | 4:4  | 3      |
| 4    | Guyana              | 3:19 | 0      |

| 29. Oktober 2010 |   |                     |           |
| Mexiko           | – | Guyana              | 7:2 (4:2) |
| 31. Oktober 2010 |   |                     |           |
| Mexiko           | – | Trinidad und Tobago | 2:0 (1:0) |
| 2. November 2010 |   |                     |           |
| Mexiko           | – | Kanada              | 0:3 (0:2) |

#### Halbfinale
| 5. November 2010   |   |        |           |
| Vereinigte Staaten | – | Mexiko | 1:2 (1:2) |

## Kader für die WM
Am 8. Juni 2011 wurde der Kader für die WM benannt. Erfahrenste Spielerin ist die 32-jährige Maribel Domínguez, die auch schon 1999 in den drei Vorrundenspielen eingesetzt wurde und bei der ersten Teilnahme das einzige WM-Tor für Mexiko erzielte. Acht Spielerinnen (Cecilia Santiago, Kenti Robles, Alina Garciamendez, Mónica Alvarado, Natalie García, Nayeli Rangel, Stephany Mayor und Charlyn Corral) standen bereits im Aufgebot der U-20-WM, das als Gruppensieger das Viertelfinale erreichte und dort an Südkorea scheiterte. Die Spielerinnen haben eine Durchschnittsgröße von 1,65 m, wobei Charlyn Corral mit 1,52 m die kleinste und Alina Garciamendez mit 1,76 m die größte Spielerin ist.
| Nr.                        | Spieler                    | Geburtsdatum | Verein                     | Länderspiele | Länderspieltore | WM-Spiele         | WM 2011 | WM 2011 | WM 2011      | WM 2011          | WM 2011     | WM 2011 |
|                            |                            |              |                            |              |                 |                   | Sp.     | Tore    | Gelbe Karten | Gelb-Rote Karten | Rote Karten |         |
| Tor                        | Tor                        | Tor          | Tor                        | Tor          | Tor             | Tor               | Tor     | Tor     | Tor          | Tor              | Tor         | Tor     |
| -------------------------- | -------------------------- | ------------ | -------------------------- | ------------ | --------------- | ----------------- | ------- | ------- | ------------ | ---------------- | ----------- | ------- |
| 1                          | Erika Vanegas              | 07.07.1988   | vertragslos                | 014          | 0               |                   | 0       | 0       | 0            | 0                | 0           |         |
| 12                         | Pamela Tajonar             | 02.12.1984   | Atlético Málaga            | 036          | 0               |                   | 0       | 0       | 0            | 0                | 0           |         |
| 20                         | Cecilia Santiago           | 19.10.1994   | Laguna de Tultitlán        | 016          | 0               |                   | 3       | 0       | 0            | 0                | 0           |         |
| Abwehr                     |                            |              |                            |              |                 |                   |         |         |              |                  |             |         |
| 2                          | Kenti Robles               | 15.02.1991   | Espanyol Barcelona         | 016          | 0               |                   | 2       | 0       | 0            | 0                | 0           |         |
| 3                          | Rubi Sandoval              | 18.01.1984   | vertragslos                | 072          | 05              |                   | 1       | 0       | 0            | 0                | 0           |         |
| 4                          | Alina Garciamendez         | 16.04.1991   | Stanford Cardinal          | 022          | 01              |                   | 3       | 0       | 1            | 0                | 0           |         |
| 5                          | Natalie Vinti              | 02.01.1988   | University of San Diego    | 025          | 0               |                   | 3       | 0       | 0            | 0                | 0           |         |
| 6                          | Natalie García             | 30.01.1990   | University of San Diego    | 05           | 0               |                   | 2       | 0       | 0            | 0                | 0           |         |
| 14                         | Mónica Alvarado            | 11.01.1991   | Mississippi State Bulldogs | 05           | 0               |                   | 0       | 0       | 0            | 0                | 0           |         |
| 15                         | Luz Del Rosario Saucedo    | 14.12.1983   | vertragslos                | 096          | 02              |                   | 3       | 0       | 0            | 0                | 0           |         |
| Mittelfeld                 |                            |              |                            |              |                 |                   |         |         |              |                  |             |         |
| 7                          | Juana López                | 25.12.1978   | vertragslos                | 104          | 14              |                   | 1       | 0       | 0            | 0                | 0           |         |
| 8                          | Guadalupe Worbis           | 12.12.1983   | Itesem Puebla              | 099          | 22              |                   | 2       | 0       | 0            | 0                | 0           |         |
| 10                         | Dinora Garza               | 24.01.1988   | Tigrillas de la UANL       | 035          | 09              |                   | 3       | 0       | 0            | 0                | 0           |         |
| 11                         | Nayeli Rangel              | 28.02.1992   | Tigrillas de la UANL       | 032          | 03              |                   | 3       | 0       | 0            | 0                | 0           |         |
| 13                         | Liliana Mercado            | 22.10.1988   | Aztecas UDLA Puebla        | 013          | 0               |                   | 1       | 0       | 0            | 0                | 0           |         |
| 17                         | Teresa Noyola              | 05.04.1990   | Stanford Cardinal          | 010          | 0               |                   | 2       | 0       | 0            | 0                | 0           |         |
| Angriff                    |                            |              |                            |              |                 |                   |         |         |              |                  |             |         |
| 9                          | Maribel Domínguez          | 18.11.1978   | UE L’Estartit              | 095          | 69              | 3 (1999)          | 3       | 1       | 1            | 0                | 0           |         |
| 16                         | Charlyn Corral             | 11.09.1991   | ITESM Monterrey            | 021          | 03              |                   | 1       | 0       | 0            | 0                | 0           |         |
| 18                         | Verónica Pérez             | 18.05.1988   | Saint Louis Athletica      | 027          | 04              |                   | 2       | 0       | 0            | 0                | 0           |         |
| 19                         | Mónica Ocampo              | 14.01.1987   | Atlanta Beat               | 041          | 14              |                   | 3       | 1       | 0            | 0                | 0           |         |
| 21                         | Stephany Mayor             | 23.09.1991   | Aztecas UDLA Puebla        | 019          | 05              |                   | 3       | 1       | 0            | 0                | 0           |         |
| Trainerstab                |                            |              |                            |              |                 |                   |         |         |              |                  |             |         |
| Director Técnico           | Leonardo Cuéllar           | 14.01.1952   | FEMEXFUT                   | 40           | 3               | 3 (1978) 3 (1999) | 3       | 0       | 0            | 0                | 0           |         |
| Co-Trainer                 | Roberto Medina Arellano    |              |                            |              |                 |                   | 3       | 0       | 0            | 0                | 0           |         |
| Torwarttrainer             | Christopher Carlos Cuéllar |              |                            |              |                 |                   | 3       | 0       | 0            | 0                | 0           |         |
| Anmerkungen:1. 2. 3. 4. 5. |                            |              |                            |              |                 |                   |         |         |              |                  |             |         |

## Vorbereitung
Von allen WM-Teilnehmern bestritt Mexiko vor der WM die meisten Testspiele.
| Datum          | Ort                     | Gegner             | Ergebnis  | Besonderheiten           |
| -------------- | ----------------------- | ------------------ | --------- | ------------------------ |
| 22. April 2011 | Chía (Kolumbien)        | Kolumbien          | 3:2 (1:0) | 1. Spiel gegen Kolumbien |
| 24. April 2011 | Chía (Kolumbien)        | Kolumbien          | 4:2 (2:1) |                          |
| 18. Mai 2011   | Cozumel                 | Costa Rica         | 3:0 (1:0) |                          |
| 20. Mai 2011   | Cancún                  | Costa Rica         | 4:1 (3:0) |                          |
| 5. Juni 2011   | Harrison (USA)          | Vereinigte Staaten | 0:1 (0:0) |                          |
| 16. Juni 2011  | Göteborg (Schweden)     | Schweden           | 0:2 (0:1) |                          |
| 20. Juni 2011  | Göttingen (Deutschland) | Australien         | 2:3 (2:2) |                          |

## Gruppenspiele
In Gruppe B traf Mexiko zunächst auf Vizeeuropameister England. Es war erst das zweite Spiel zwischen beiden Mannschaften, das erste hatten die Engländerinnen 2005 mit 5:0 gewonnen. Überraschend begannen die Mexikanerinnen mit der erst 16-jährigen Torhüterin Cecilia Santiago, der jüngsten Torhüterin der WM-Geschichte. Die Engländerinnen, bei denen Spielführerin Faye White ihr 100. Länderspiel machte, hatten zunächst Feldvorteile, da die Mexikanerinnen sehr nervös begannen. In der 21. Minute erzielte Fara Williams folgerichtig nach einer Ecke per Kopf das 1:0 für England. Überraschend gelang in der 33. Minute der Ausgleich durch einen Weitschuss von Mónica Ocampo, wobei die englische Torhüterin Karen Bardsley nicht gut aussah. Danach drängten die Engländerinnen auf das zweite Tor, kamen dabei aber nicht zu gefährlichen Torabschlüssen, da sie in Eins-gegen-eins-Situationen immer wieder an der mexikanischen Abwehr scheiterten. So konnten sie Cecilia Santiago nur durch Fernschüsse prüfen, mit denen diese aber keine Probleme hatte. Mit zunehmender Spieldauer wurde das Spiel ausgeglichener und gegen Ende hatten die Mexikanerinnen die besseren Torchancen. Beiden Mannschaften fehlte aber schließlich die Kraft das Spiel zu ihren Gunsten zu entscheiden. Für Mexiko war es der erste Punktgewinn in einem WM-Spiel, die vorherigen drei Spiele wurden alle verloren.
Im zweiten Spiel traf Mexiko auf Japan, den Dritten der Fußball-Asienmeisterschaft der Frauen 2010. Mexiko kam gegen das schnelle Kombinationsspiel der Japanerinnen nicht zum Zuge, bereits nach 15 Minuten stand es durch Tore von Homare Sawa und Shinobu Ōno 0:2. In der 39. Minute erhöhte Sawa sogar auf 3:0 für Japan. In der zweiten Halbzeit legten die Japanerinnen zwar einen Gang zurück, so dass Mexiko etwas mehr das Spiel in die japanische Hälfte verlagern konnte, Torchancen konnten sich die Mexikanerinnen aber nicht erspielen. Es waren eher die Japanerinnen, die sich gute Tormöglichkeiten erspielten. In der 80. Minute nutzte Sawa eine davon und erzielte ihr drittes Tor.
Mexiko benötigte nun für das Weiterkommen einen Sieg im abschließenden Spiel gegen den bereits ausgeschiedenen Ozeanienmeister Neuseeland, gegen den es im bisher einzigen Spiel 5:0 gewinnen konnte. Zudem benötigten sie die Schützenhilfe der Japanerinnen gegen England. Entsprechend engagiert ging Mexiko ins Spiel und kam bereits nach zwei Minuten zum 1:0 durch Stephany Mayor. Neuseeland war geschockt und hatte Probleme ins Spiel zu finden. Erst in der 26. Minute kam es zu einer ersten Torgelegenheit, die die mexikanische Torhüterin aber vereitelte. In der 29. Minute leitete sie durch einen weiten Abstoß das 2:0 für Mexiko ein, das Maribel Domínguez nach einer Kopfballverlängerung an der Mittellinie im Alleingang erzielte. In der zweiten Halbzeit drängten die Neuseeländerinnen auf den Anschluss, aber ihre Bemühungen wurden erst in der 90. Minute belohnt als Rebecca Smith das 1:2 gelang. In der vierten Minute der Nachspielzeit gelang Hannah Wilkinson auch noch der Ausgleich. Da England aber gegen Japan gewann, war dieses Remis für Mexiko ohne Bedeutung. Mit zwei Unentschieden in drei Spielen war dies aber das bisher beste Resultat bei einer WM für Mexiko.
| Rang | Land       | Tore | Punkte |
| ---- | ---------- | ---- | ------ |
| 1    | England    | 5:2  | 7      |
| 2    | Japan      | 6:1  | 6      |
| 3    | Mexiko     | 3:7  | 2      |
| 4    | Neuseeland | 4:6  | 1      |

| Montag, 27. Juni 2011,18:00 Uhr in Wolfsburg   |   |         |           |
| Mexiko                                         | – | England | 1:1 (1:1) |
| Freitag, 1. Juli 2011, 15:00 Uhr in Leverkusen |   |         |           |
| Japan                                          | – | Mexiko  | 4:0 (3:0) |
| Dienstag, 5. Juli 2011, 18:15 Uhr in Sinsheim  |   |         |           |
| Neuseeland                                     | – | Mexiko  | 2:2 (0:2) |